# Fossums hällristningar

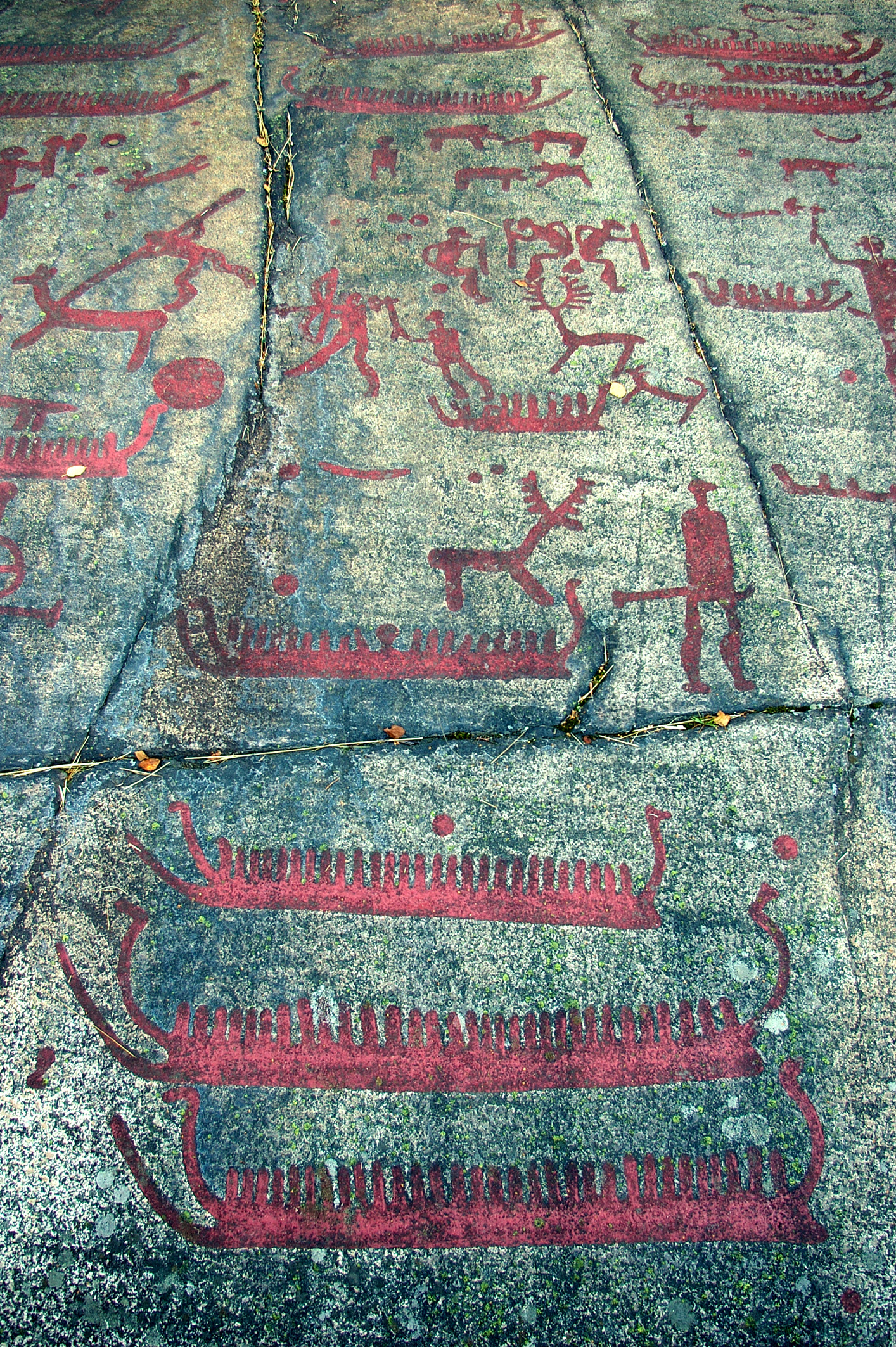
Aspberget.

Fossums hällristningar i Tanums kommun, Bohuslän är daterade till den skandinaviska bronsåldern, närmare bestämt ca 1800 – 1000 f.Kr. De ingår tillsammans med övriga närliggande hällristningsfält i hällristningsområdet i Tanum i Unescos världsarvslista över omistliga fornlämningar. 
Hällristningsfältet ligger strax intill landsvägen 163 några kilometer öster om Tanums kyrka. På denna häll finns olika, vackert framställda motiv såsom jaktscener, lurblåsare, skepps- och djurbilder. En stor mängd män med för bronsåldern karakteristiska yxor, pilbågar och svärd är spridda över hela hällen. Skeppen ligger karakteristiskt samlade i grupper under varandra. Med streck har man markerat antalet män ombord på skeppen.